# Панкратов, Владислав Александрович
Владислав Александрович Панкратов (30 мая 1959 года, Днепропетровск, Украинская ССР) — российский актёр и режиссёр театра кукол.

## Биография
Окончил Днепропетровское государственное театральное училище (1978) как актёр театра кукол и Ленинградский государственный институт театра, музыки и кино (1991) как режиссёр театра кукол.
Работал актёром в Днепропетровском областном театре кукол (1978—1979), Ижевском театре кукол (1985—1987), магнитогорском театре «Буратино» (1987—1990, также как режиссёр-постановщик), санкт-петербургском театре кукол и актеров «Маска» (2007—2008), санкт-петербургском Театре кукол «Радуга» (также как режиссёр-постановщик, 2007—2011), санкт-петербургской Государственной филармонии для детей и юношества (2008—2014).
Являлся главным режиссёром Чувашского театра кукол (1990—1993), Сахалинского театра кукол (1994—1995), художественным руководителем Русского народного театра ДК им Хузангая (Чувашия).
Работал старшим преподавателем кафедры режиссуры и актёрского мастерства в Тамбовского университета (1997—1999), деканом факультета культурологии Международного открытого университета Поволжья в Чебоксарах (1999—2002), старшим преподавателем в Чувашском художественном училище и Чувашском училище культуры (2005—2007)
В 2011 году основал в Санкт-Петербурге Театр кукол «Баррамапутту», художественным руководителем которого является.

## Постановки

### Чувашский государственный театр кукол
- Р. Москова «Когда ромашка расцветает» (1990) — участник фестиваля в Болгарии, город София (1990)
- В. Панкратов «Незнайка!» (по сказке Н.Носова) (1991)
- Э. Тарбаи «Прожорливый жираф» (1993)

### Сахалинский театр кукол
- Д. Стойчева «На острове Баррамапутту» (1994) — участник фестиваля в Японии, город Саппоро (1995)
- В. Панкратов «Правда, мы будем всегда?» (по сказкам С. Козлова, 1995)

### Магнитогорский театр «Буратино»
- С. Козлов «Снежный цветок» (1988)
- Г. Х. Андерсен «Дюймовочка» (1989)
- А. Пушкин «Судьба пророка» (1989)
- Н. Гоголь «Записки сумасшедшего» (1990)
- В. Панкратов «Незнайка» (1991)
- В. Панкратов «В счастливой долине Мумми-троллей» (по сказкам Т. Янссон) (1992)
- Д. Стойчева «Тайна острова Баррамапутту» (2002)

### Разовые постановки
- В. Панкратов «Новогодний карнавал» (Ижевск, 1986)
- «В счастливой долине Муми-Троллей» (1992) Гродненский областной театр кукол[4].
- Д. Стойчева «Хами» (Курск, 1993)
- Д. Стойчева «Тайна острова Баррамапутту» (Тула, 1994)
- В. Панкратов «Зима в Мумми-Доле» (по Т. Янссон), (Тамбов, Учебный театр, 1998)
- «Истории старого подвала» — литературный спектакль по произведениям Гофмана, Маркеса, Брэдбери, Уайльда и др. (Тамбов, Учебный театр, 1998)
- «Ностальгия» — литературный спектакль по стихам В. Набокова. (Тамбов, Учебный театр, 1999)
- Д. Стойчева «Тайна острова Баррамапутту» (Брянск, 2000)
- В. Панкратов «В стране Между Светом и Тьмой» (по сказкам А. Линдгрен) (Чебоксары, передвижной театр кукол А. Сурина, 2001)
- В. Панкратов «Незнайка!» (Киров, 2001)
- В. Панкратов «Солнце, пальмы… Дед Мороз!» — мюзикл (Чебоксары, Филармония, 2002)
- В. Панкратов «Незнайка!» (Самара, 2003)
- Р. Виндерман «Путешествие с куклами» (Чебоксары, передвижной театр кукол А. Сурина, 2005)

### Русский народный театр ДК им Хузангая
- А. Линдгрен «Пеппи Длинныйчулок» — мюзикл (2003)
- В. Панкратов «Путешествие в страну Шоколандию» — мюзикл (2004)
- А. Бельский «Серый волк и другие» — мюзикл (2006)

### Театр кукол «Радуга»
- Г. Х. Андерсен «Огниво» (совместно с Л. Ваньковой, 2009)

### Театр кукол «Баррамапутту»
- В. Панкратов «В стране Между Светом и Тьмой» (по сказкам А. Линдгрен, 2011)
- В.Панкратов «На всякий пожарный случай» (2012)

## Награды
- 2003 — спектакль «Тайна острова Баррамапутту» назван лучшим кукольным спектаклем для детей Челябинского областного фестиваля «Сцена 2003»[5].
- 2006 — диплома лауреата Республиканского фестиваля детского и юношеского театрального творчества «Мы великие таланты!» в номинации «Лучшая режиссерская работа» за постановку мюзикла «Серый Волк и другие» и театрализованного представления «Мираж далеких городов»[2].
- 2006 — диплом лауреата Республиканского фестиваля детского и юношеского театрального творчества «Мы великие таланты!» в номинации «Лучший детский мюзикл» за постановку спектакля «Серый Волк и другие»[2].